# Lamiera forata

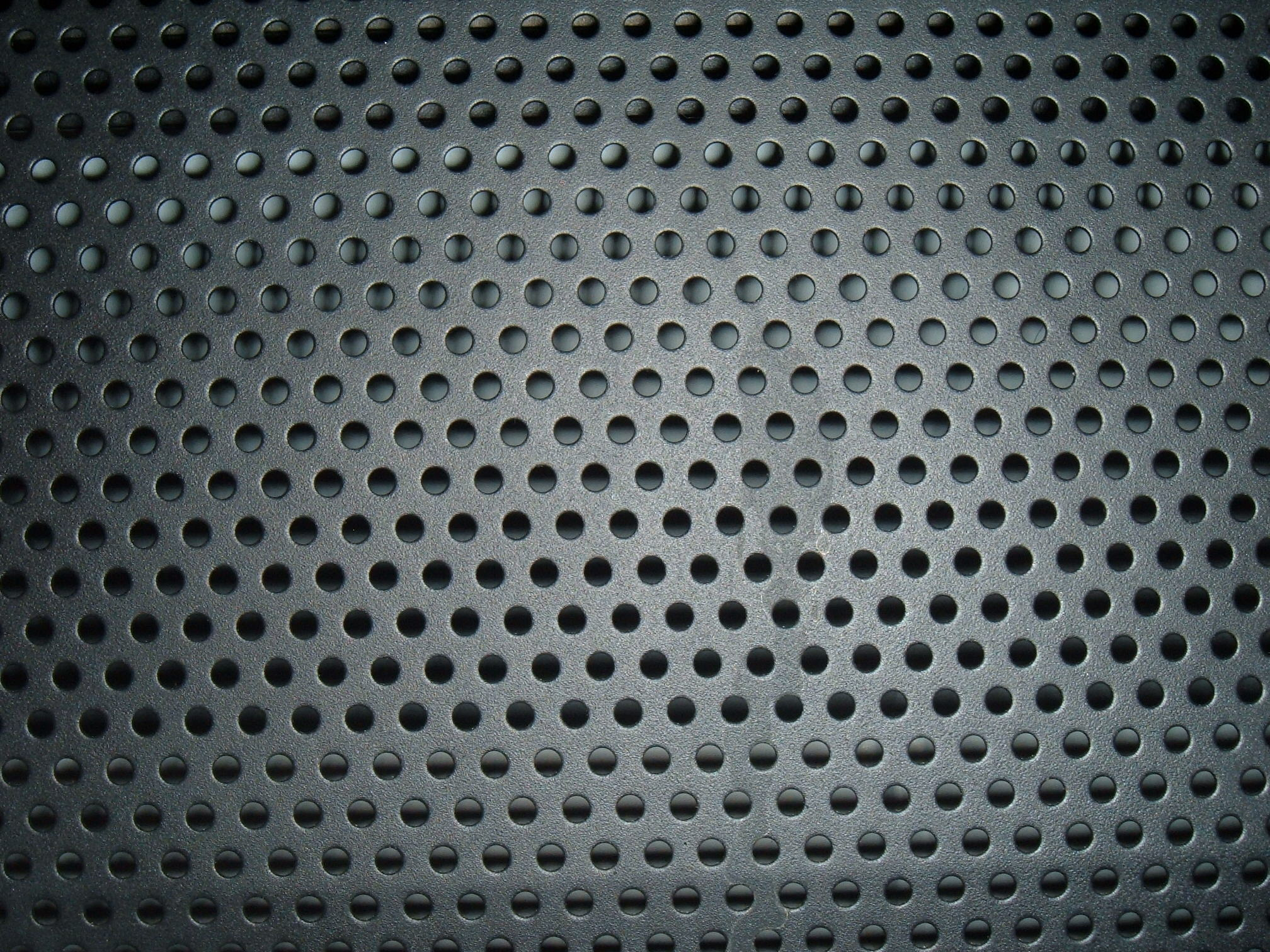
Una lamiera forata in acciaio

Con lamiera forata si intende una lamiera sulla cui superficie sono presenti una serie di fori disposti regolarmente secondo uno schema ripetitivo (passo pari, a 60°, a 45° e via dicendo). La norma di riferimento è la ISO 7806:1983.
Solitamente, per ragioni tecnico/economiche la produzione di questi manufatti avviene mediante tranciatura a freddo. Una serie più o meno estesa di punzoni viene posizionata sulla mazza battente di una pressa, mentre sulla tavola inferiore viene alloggiata la matrice (fori calibrati dentro cui entrano i punzoni).
La lamiera viene fatta passare in mezzo alle due unità e fatta avanzare di un passo stabilito e regolare ad ogni colpo al fine di ottenere la perforazione.
Tendenzialmente i fori più comuni sono quelli tondi, quadrati, oblunghi ed esagonali, ma sagomando opportunamente il sistema punzone matrice è possibile ottenere anche le forme più disparate.

## Campi di applicazione
Tale manufatto è impiegato in molti contesti manifatturieri. Di seguito si riportano alcuni esempi:
- filtrazione
- vagliatura
- mobili civili/industriali
- costruzione impianti e macchinari
- edilizia (facciate)
- illuminotecnica
- automotive
- climatizzazione e condizionamento ambientale